# Artigisa microsticta
Artigisa microsticta är en fjärilsart som beskrevs av Turner 1939. Artigisa microsticta ingår i släktet Artigisa och familjen nattflyn. Inga underarter finns listade i Catalogue of Life.